# Rudolf van Zähringen
Rudolf van Zähringen (circa 1135 - Freiburg im Breisgau, 5 augustus 1191) was aartsbisschop van Mainz en prins-bisschop van Luik.

## Levensloop
Hij was een zoon van hertog Koenraad I van Zähringen en Clementia van Luxemburg-Namen. In 1160 werd hij door de burgers van de stad Mainz verkozen tot aartsbisschop in opvolging van Arnold van Selenhofen. Heilig Rooms keizer Frederik I Barbarossa weigerde echter Rudolf te erkennen, omdat tussen het huis Hohenstaufen, waartoe Frederik Barbarossa behoorde, en het huis Zähringen heel wat spanningen waren door vroegere gebeurtenissen. Nadat Frederik Rudolf excommuniceerde, nam hij ontslag als aartsbisschop en werd hij vervangen door Christiaan I van Buch.
Met de steun van zijn broer, hertog Berthold IV van Zähringen, liet Rudolf zich in 1167 verkiezen tot prins-bisschop van Luik. Als bisschop liet hij de schedelrelikwie van de heilige Lambertus van Maastricht naar Freiburg brengen, waar de relikwie zich nog steeds in de Munster van Freiburg bevindt. Hij zorgde voor de opleiding van zijn kleinneef Koenraad, de latere kardinaal Koenraad van Urach.
In 1188 nam Rudolf deel aan de Derde Kruistocht. Vanaf oktober 1190 nam hij deel aan het Beleg van Akko. Hij overleed in augustus 1191 in Freiburg, toen hij terug naar het bisdom Luik reisde.
- Bibliothèque nationale de France: cb16844089r (data)
- Gemeinsame Normdatei: 136456383
- International Standard Name Identifier: 0000 0000 5706 7223
- Virtual International Authority File: 80796579
- WorldCat: E39PBJtMqh3q3FxmBDG6dVqRKd